# Рогнвальд Калі Колссон
Рогнвальд Оркнейський (Святий Рональд або Святий Рональд Оркнейський норв. Rögnvald Kali Kolsson, Ragnvald Orknøyjarl; (бл. 1103 – 1158) — ярл, граф Оркнейських островів (1136—1158). Скальд, святий римо-католицької церкви, мученик.

## Життя
Батьками Рогнвальда були: впливовий лендманн Кол Каліссон і Гуннхільд Ерленсддоттер, яка була сестрою Магнуса Оркнейського.
Деякі дослідники вважають, що він, можливо, народився в одній з частин Грімстада. Сім'я Рогнвальда володіла кількома фермами в Агде, де хлопець міг провести дитинство.
Рогнвальд виріс у Норвегії, де він був відомий як Калі Колсон (норв. Ragnvald Kale Kolsson). У нього також була сестра — Інгірід. Калі був прекрасним поетом в одному з своїх віршів стверджував, що має дев'ять виняткових навичок: освоїв настільні ігри, руни, читання та письмо, ремесла, такі як металеві роботи, різьблення та столярні роботи, катання на лижах, стрільба з лука, веслування, музика та поезія. Саги підтримують цю точку зору Калі як вмілого та кваліфікованого:
Конунг Сігурд I Хрестоносець призначив його ярлом Оркні і Шетланд в 1129 році. Коли він став ярлом, тоді і отримав назву Рогнвальд, в честь ярла Рогнвальда Брусасона, якого мама Рогнвальда вважала найздібнішим з усіх ярлів Оркні. Вважалось, що це ім'я принесе Рунгвальду щастя. Рогнвальд мав отримати половину маєтків Оркні, як його дядько Магнус Оркнейський, але його кузен Пауль Гоконссон зробив себе єдиним правителем островів.
Рогнвальд залишився в Норвегії як один з визначних мужів короля Гаральда Гілла.

### Обітниця
Його батько порадив йому зробити обітницю, якщо йому вдасться встановити свою владу в Оркні, він побудує церкву на честь його вбитого дядька Магнуса. Захопивши деякі маяки на острові та в Оркнейсі, Рогнвальд зробив успішну висадку. Завдяки втручанню єпископа, було досягнуто домовленості з ярлом Паульом. Те, що потім трапилося з ярлом Паульом, невідомо. Рогнвальд був названий ярлом в 1136 році.

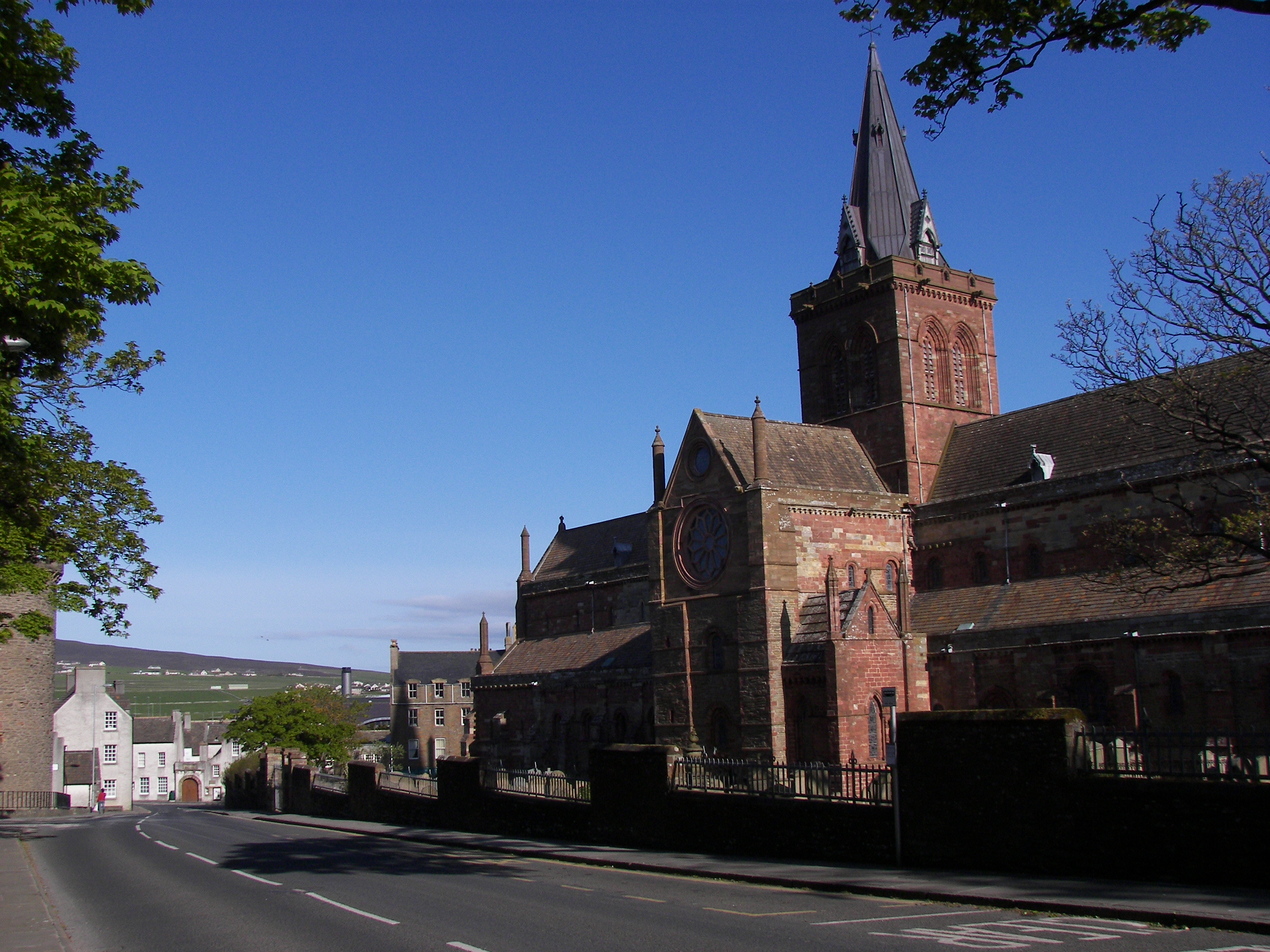
Собор святого Магнуса

У 1137 р. Рогнвальд ініціював будівництво собору святого Магнуса у  Кіркуоллі, Шотландія. Рогнвальд також служив опікуном Гаральда Маддадссона, п'ятирічного племінника Пауля Гоконссона.
У 1138 році Рогнвальд призначив Гаральд Маддадсона, як ярлом разом з ним.

### Паломництво
У 1151 році ярл Рогнвальд вирушив на паломництво до Святої Землі. Ця мандрівка займає п'ять повних розділів Оркнейської саги. Розповідь про їхнє перебування на Святій Землі дуже коротка. Здається, що подорож є важливою частиною. В описі подорожі переважає більше оповідання про бої та свята. Згадується престиж як мотивація для проведення цієї масштабної експедиції. Ярл з єпископом Вільгельмом та іншими товаришами, у тому числі Ерлінгом Скакке, пішов з Оркні наприкінці літа 1151 на 15-х кораблях. Флот проплив через Гібралтарську протоку, після чого частин попрямувала до Єрусалиму з шістьма кораблями, а Рогнвальд опинився в Нарбонні. Під час свого перебування там, він склав кілька віршів, включених до саги — на честь прекрасної леді Ермінгардської. Ці вірші демонструють сильний вплив в поезії любові, можливо, перші такі приклади в скальдійській поезії
Відвідавши Єрусалим, вони повернулися на північ через Константинополь, де вони були прийняті імператором та його гвардією, а потім відпливли до Апулії, де взяли коней для подорожі до Риму, повернувшись до Оркні на Різдво 1153 року. Це свідчить про широку роль ярлів Оркні як гравців на світовій арені Європи XII ст. Тепер вони беруть участь у культурній та релігійній діяльності християнської Європи, а не загрожують їй з периферії.
Поки він був за кордоном, на частині його володінь об'явився новий ярл — Ерленд Гаральдссон. Спочатку Рогнвальд Калі порозумівся з Ерлендом, проте в 1156 р. останній був убитий.
У серпні 1158 р. Рогнвальд разом із своїми восьмома товаришами був вбитий, Торбьорном Клерком, колишнім другом і радником Гаральда, якого Ерл Рогнвальд засудив за вбивство, скоєне в Кіркволлі.
Тіло ярла було доставлено в Кіркволл і поховано в соборі Святого Магнуса.

## Прославлення
Згідно з переказами, після смерті Рогнвальда відбувалися численні чудеса, тому він був канонізований римським папою Целестином III. Однак культ святого Рогнвальда не набув великого поширення, його шанують тільки в окремих районах на Оркнейських островах.
День пам'яті в католицькій церкві — 21 серпня. Раніше святкувався в день смерті — 20 серпня.

## Мистецтво
Рогнвальд Калі відомий як автор численних віс (строф). У «Сазі про оркнейців» наводиться кілька десятків його віс. Більшість з них носить розважальний і любовний характер, але є й ті, що присвячені боям.